# Silvia Núñez del Arco
Silvia Núñez del Arco Vidal (Lima, 8 de noviembre de 1988) es una escritora peruana y estadounidense.

## Primeros años
Hija única de José Fernando Núñez del Arco Drago y Silvia Adriana Vidal González-Orbegoso. Estudió en el Colegio Alexander von Humboldt, en Lima, para después estudiar Psicología en la Universidad de Lima. Carrera que, aunque le iba bien, no concluyó debido a que, según ella, no era lo suyo. Abandonó los estudios para dedicarse a la escritura.

## Carrera literaria
Debutó en la literatura en 2010, a los veintiún años, con la novela Lo que otros no ven, en la cual cuenta la historia de Lucía, una joven que lo deja todo para ser escritora. Al año siguiente apareció su segundo libro, Hay una chica en mi sopa, protagonizado, igual que el primero, por Lucía, su alter ego, que en esta obra se siente atraída eróticamente hacia su profesora de alemán. En 2012, publicó El hombre que tardó en amar, una novela erótica inspirada en Cincuenta sombras de Grey y que, según la autora, es un reflejo de sus propias fantasías. En julio de 2018, publicó Nunca seremos normales, su primer libro autobiográfico, en el cual narra su relación con Jaime Bayly y su aprendizaje como madre.

## Vida personal
Está casada con el periodista y también escritor Jaime Bayly. En enero de 2010, se hizo pública la relación, cuando él la invitó a su programa. Meses después anunciaron en televisión que estaban esperando un bebé. La pareja se mudó a Miami, ciudad en la que se casaron el 23 de marzo de 2011. Residen desde fines de 2010 en la isla de Key Biscayne. Según la revista Cosas, conoció a Bayly a los dieciocho años, en una visita al set de El francotirador. «Luego de leer casi todos sus libros, había surgido en ella admiración por el escritor, no tanto por el showman», asegura. «Al terminar el programa, ellos se encontraban frente a frente. Jaime notó que Silvia no le iba a pedir un autógrafo, por lo que la conversación fluyó como la de dos desconocidos que se saludan por primera vez en cualquier café. Silvia tenía dieciocho años y hacía poco que acababa de terminar una relación de cuatro». En esa entrevista de 2010, se le pregunto si le afectaba la bisexualidad de Bayly, respondió que le gustan «los hombres que tienen esa sensibilidad femenina».

## Obras
- Lo que otros no ven, Grupo Editorial Mesa Redonda, 2010.
- Hay una chica en mi sopa, Planeta, 2011.
- El hombre que tardó en amar, Penguin Random House, 2012.
- Nunca seremos normales, Planeta, 2018.
- Si me dejas me mato, Planeta, 2022.